# Castillo de Barroux

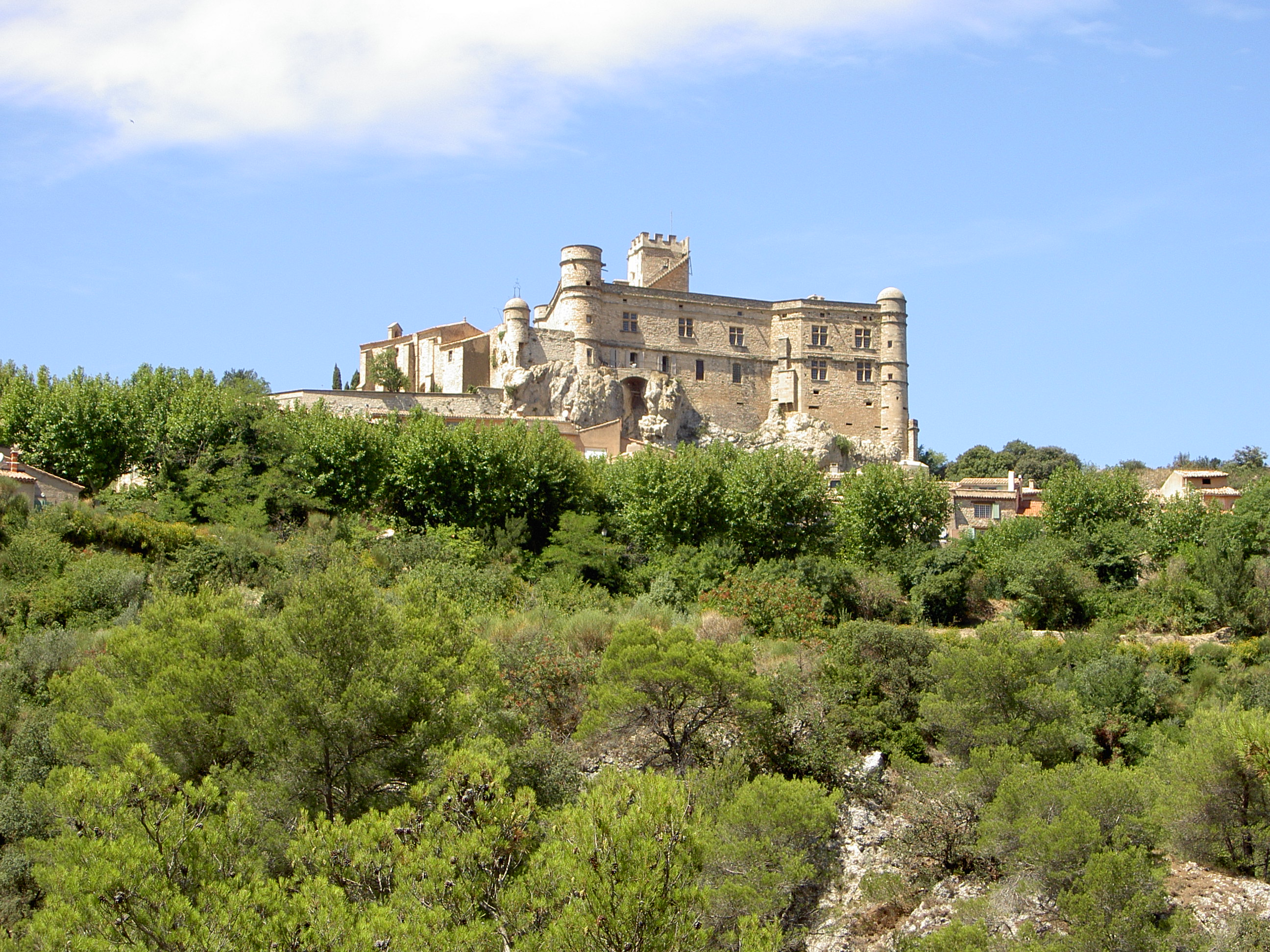
Castillo de Barroux.

El castillo de Barroux es una fortaleza militar de Francia del siglo XII situada sobre un pico rocoso que domina la localidad de Le Barroux, en el departamento de Vaucluse.
El castillo fue transformado durante el Renacimiento en una magnífica fortaleza. Abandonado durante el siglo XVIII, cayó en un estado de abandono y ruina hasta su compra, en 1929 por M. Vayson de Pradenne, quien promovió su reconstrucción. Incendiado por las tropas alemanas de ocupación, fue restaurado durante los años 1960.
Actualmente aún es propiedad de la familia Vayson de Pradennes, si bien está gestionado por una asociación de amigos del castillo.